# Baleia-bicuda-de-gervais
A baleia-bicuda-de-gervais (nome científico: Mesoplodon europaeus) é um cetáceo da família dos zifiídeos (Ziphiidae) encontrado em águas temperadas e tropicais do oceano Atlântico.

## História da descoberta
Em algum momento entre 1836 e 1841, o capitão de um dos navios do mercador e armeiro francês Abel Vautier encontrou um grande animal flutuando na entrada do canal da Mancha, seu corpo coberto por gaivotas. Cortou sua cabeça e a transportou para Caen, onde a apresentou a Vautier. Vautier, por sua vez, ofereceu-o ao anatomista Deslongchamps. O espécime de alguma forma chegou ao cientista francês Paul Gervais, que o descreveu como uma nova espécie em 1855. Por várias décadas, permaneceu como o único espécime conhecido desta espécie, com muitos desconsiderando seu estatuto específico e alegando que apenas representava um espécime adulto aberrante de baleia-bicuda-de-sowerby. A identidade da espécie foi confirmada pela descoberta de dois espécimes de Nova Jérsei, um macho imaturo capturado perto de Atlantic City em 1889 e uma fêmea adulta encontrada encalhada ao norte de Long Branch em 1905.

## Comportamento
Um avistamento feito em 1998, a oeste da ilha de Tenerife, envolveu três baleias nadando em águas de 1 500 metros de profundidade. Outro pequeno grupo foi visto a sul da ilha da Grã-Canária. Embora tímidas, permitiram fotos próximas. Emergiram por um curto período de tempo, e seus mergulhos duraram cerca de uma hora. Em setembro de 2008, a nordeste da ilha de Lançarote, alguns exemplares foram fotografadas saindo da água. Em 5 de maio de 2011, um espécime feminino jovem foi encontrado morto e encalhado em Praia Larga de Maunabo, no canto sudeste de Porto Rico (mar do Caribe). A jovem tinha seu estômago cheio de (10 libras) de sacos plásticos. Em 10 de julho do mesmo ano, um espécime foi encontrado morto na península de Iucatã, no México. Investigações adicionais estão sendo realizadas para confirmar a espécie neste caso.

## Conservação
A espécie não foi caçada e raramente se enreda em redes de pesca. É abrangida pelo Acordo sobre a Conservação de Pequenos Cetáceos do Báltico, Atlântico Nordeste, Mar da Irlanda e do Norte (ASCOBANS) e pelo Acordo sobre a Conservação dos Cetáceos no Mar Negro, Mar Mediterrâneo e Contíguos Espaço Atlântico (ACCOBAMS). A espécie também está incluída no Memorando de Entendimento Sobre a Conservação do Peixe-boi e pequenos cetáceos da África Ocidental e da Macaronésia.